# Danieł Bożkow
Danieł Angełow Bożkow (bułg. Даниел Ангелов Божков; ur. 27 kwietnia 1983 w Płowdiwie) – bułgarski piłkarz, występujący na pozycji prawego obrońcy.

## Życiorys
Bożkow jest wychowankiem zespołu Botew Płowdiw. Zadebiutował w I lidze bułgarskiej 30 sierpnia 2002 roku, w meczu ze Slawią Sofia (1:4). W przeciągu 8 sezonów rozegrał dla swego macierzystego klubu 183 spotkania ligowe (150 w najwyższej klasie rozgrywkowej) i strzelił 1 bramkę.
Od połowy lipca 2009 przebywał na testach w Widzewie Łódź, a 5 sierpnia podpisał z klubem 3-letni kontrakt. W jego barwach zadebiutował 26 sierpnia w meczu Pucharu Polski z GKS Jastrzębie (4:3), natomiast pierwszy mecz ligowy rozegrał 19 września z GKP Gorzów Wlkp. (0:0).
W sezonie 2009/10 Widzew awansował do Ekstraklasy, a Bożkow wystąpił w dwóch spotkaniach ligowych.
28 czerwca 2010 został wypożyczony na rok do Górnika Łęczna, w którym zadebiutował 31 lipca w meczu z Górnikiem Polkowice (1:2). Łącznie rozegrał dla zespołu z Łęcznej 19 spotkań, a Górnik zajął 8. miejsce w tabeli końcowej.
Po zakończeniu wypożyczenia Bożkow powrócił do Widzewa, jednak z zawodnika zrezygnowano w Łodzi i obrońca powrócił do ojczyzny.

## Kariera piłkarska
| Sezon       | Klub            | Kraj     | Rozgrywki | Mecze | Bramki |
| ----------- | --------------- | -------- | --------- | ----- | ------ |
| 2001/02     | Botew Płowdiw   | Bułgaria |           | 6     | 0      |
| 2002/03     | Botew Płowdiw   | Bułgaria | A PFG     | 18    | 0      |
| 2003/04     | Botew Płowdiw   | Bułgaria | A PFG     | 23    | 0      |
| 2004/05     | Botew Płowdiw   | Bułgaria | B PFG     | 27    | 0      |
| 2005/06     | Botew Płowdiw   | Bułgaria | A PFG     | 26    | 0      |
| 2006/07     | Botew Płowdiw   | Bułgaria | A PFG     | 24    | 0      |
| 2007/08     | Botew Płowdiw   | Bułgaria | A PFG     | 30    | 1      |
| 2008/09     | Botew Płowdiw   | Bułgaria | A PFG     | 29    | 0      |
| 2009/10     | Widzew Łódź     | Polska   | I liga    | 2     | 0      |
| 2010/11     | Bogdanka Łęczna | Polska   | I liga    | 19    | 0      |
| 2011/12 (j) | Botew Płowdiw   | Bułgaria | B PFG     |       |        |

## Kariera reprezentacyjna
Danieł Bożkow wystąpił do tej pory w trzech meczach reprezentacji Bułgarii. Jego debiutem był mecz przeciwko Gruzji, wygrany przez Bułgarów 6-2 (12 listopada 2005).
| l.p. | Data              | Miejsce | Przeciwnik         | Rezultat | Rozgrywki  | Grał | Uwagi | Raport |
| ---- | ----------------- | ------- | ------------------ | -------- | ---------- | ---- | ----- | ------ |
| 1.   | 12 listopada 2005 | Sofia   | Gruzja             | 6-2      | towarzyski |      |       |        |
| 2.   | 16 listopada 2005 | Houston | Meksyk             | 3-0      | towarzyski |      |       |        |
| 3.   | 1 marca 2006      | Skopje  | Macedonia Północna | 1-0      | towarzyski |      |       |        |